# Édouard Krug
 (octobre 2016).
Pour les articles homonymes, voir Krug.
Édouard Krug, né le 3 juillet 1829 à Drubec (Calvados), et mort le 1er juillet 1901 à Paris, est un peintre français.

## Biographie
Fils du maire de la commune de Drubec (Calvados), il apprend son art dans l'atelier de Léon Cogniet à l'École des beaux-arts de Paris. Il commence à exposer au Salon de peinture de Paris à partir de 1861.
À la fois portraitiste et peintre d'histoire spécialiste des scènes religieuses, il réalise des fresques décoratives pieuses dans la cathédrale d'Autun, les églises de Mâcon, Beaune, Meursault et Jullié.
Son œuvre est récompensée à plusieurs reprises. Il est membre de la Société des artistes français. Une médaille de 3e classe lui est décernée lors du Salon de 1880. Il reçoit une médaille de bronze à l'occasion de l'Exposition universelle de 1889 et est décoré de la Légion d'honneur en 1897.
Il fonde un musée d'art à Beaumont-en-Auge en 1875 et une académie de peinture à Paris en 1876.
Krug est un ami des peintres les frères Jacques-Eugène Feyen et Augustin Feyen-Perrin.
Il est inhumé au cimetière Montmartre, 21e division, avenue Cordier, en compagnie de son épouse Thérèse-Rosalie Miller. Jean Le Fustec (1855-1910) est venu les rejoindre dans leur tombe, laquelle se trouve derrière le monument du peintre Gustave Guillaumet.

## Œuvres dans les collections publiques
- Angers, musée des beaux-arts : L'Épave.
- Bouin, église paroissiale : La Mise au tombeau.
- Caen, musée des beaux-arts :
  - Portrait du peintre Feyen-Perrin sur son lit de mort, 1888, détruit en 1944 ;
  - Symphorose devant l'empereur Adrien, refusant d'abjurer la religion chrétienne, 1882, détruit en 1944.
  - Dessins issus du fonds d'atelier.
- Chabeuil, église paroissiale : L'Adoration des mages, d'après Pierre Paul Rubens.
- La Roche-sur-Yon, musée municipal : Œdipe et Antigone.
- Libourne, musée des beaux-arts : Le Génie du christianisme.
- Lisieux, cathédrale Saint-Pierre, chapelle Saint-Benoît : L'Ange gardien, 1875, huile sur toile.
- Chânes, église Saint-Pierre-et-Saint-Paul, Le Christ envoyant saint Pierre et saint Paul en mission, peinture murale[2].
- Mâcon, musée des Ursulines :
  - La Source ;
  - Le modèle italien ;
  - Portrait d'une femme âgée ;
  - Portrait de M. Guittard ;
  - Portrait de femme (famille Galichon) ;
  - Portrait de femme tenant un livre ;
  - Portrait de femme ;
  - Tête de vieillard.
- Saint-Pierre-Langers, église paroissiale : Le Christ en croix, d'après Diego Vélasquez.

### Sources
- Dossier de Légion d'honneur du peintre Édouard Krug.